# Melicertissa mayeri
Melicertissa mayeri is een hydroïdpoliep uit de familie Laodiceidae. De poliep komt uit het geslacht Melicertissa. Melicertissa mayeri werd in 1959 voor het eerst wetenschappelijk beschreven door Kramp. 